# Accipiter erythropus
Lo sparviero dai calzoni rossi (Accipiter erythropus (Hartlaub, 1855)) è un uccello rapace della famiglia degli Accipitridi, diffuso nell'Africa subsahariana.

## Descrizione
È un rapace di piccola taglia, lungo 22–28 cm e con un'apertura alare di 45–57 cm.

## Biologia
Le sue prede sono in prevalenza piccoli uccelli passeriformi (Estrildidae spp., Ploceidae spp.), ma anche insetti di grossa taglia (bruchi, farfalle, libellule, cavallette).

## Distribuzione e habitat
Ha un ampio areale che abbraccia l'Africa occidentale e parte di quella centrale (Angola, Benin, Burkina Faso, Camerun, Costa d'Avorio, Gabon, Gambia, Ghana, Guinea, Guinea-Bissau, Liberia, Nigeria, Repubblica Centrafricana, Repubblica del Congo, Repubblica Democratica del Congo, Ruanda, Senegal, Sierra Leone, Togo, Uganda).

## Tassonomia
Sono note due sottospecie:
- Accipiter erythropus erythropus (Hartlaub, 1855) - diffusa da Senegal e Gambia sino alla Nigeria
- Accipiter erythropus zenkeri Reichenow, 1894 - diffusa dal Camerun sino all'Uganda occidentale e all'Angola settentrionale